# دانيال لين غوش
دانيال لين غوش هو سياسي أمريكي، ولد في 28 أكتوبر 1853 في Rumsey, Kentucky ‏ في الولايات المتحدة، وتوفي في 12 أبريل 1913. نشط حزبياً في الحزب الديمقراطي. وقد انتخب عضو مجلس النواب الأمريكي ‏.